# Пам'ятки Вітовського району
У Вітовському районі Миколаївської області на обліку перебуває 7 пам'яток архітектури, 47 — історії та 3 — монументального мистецтва.

## Пам'ятки архітектури
| №п/п | Охоронний номер | Найменування пам'ятки            | Адреса                              | Рік                            | Автор         | Фото |
| ---- | --------------- | -------------------------------- | ----------------------------------- | ------------------------------ | ------------- | ---- |
| 1.   |                 | Контора маслозаводу              | Село Бармашове, вул. Радянська, 6   | Кінець XIX ст.                 | О. І. Тищенко |      |
| 2.   |                 | Миколаївська церква              | Село Бармашове                      | Сер. XIX ст.                   | О. І. Тищенко |      |
| 3.   |                 | Школа                            | Село Бармашове, вул. Декабристів, 2 | 1860—1890                      | О. І. Тищенко |      |
| 4.   |                 | Садибний будинок                 | Село Зайчівське                     | Сер. XIX ст.                   | О. І. Тищенко |      |
| 5.   |                 | Церква                           | Село Калинівка, вул. Фрунзе         | 1805—1807                      | О. І. Тищенко |      |
| 6.   |                 | Церква Святих Єлени і Костянтина | Село Костянтинівна                  | Кінець XIX ст. початок XIX ст. | О. І. Тищенко |      |
| 7.   |                 | Вітряк                           | Село Лимани, вул. Мельнична         | 1900—1910, 1950                | О. І. Тищенко |      |
|      |                 |                                  |                                     |                                |               |      |

## Пам'ятки історії
| №п/п | Охоронний номер | Найменування пам'ятки | Адреса                                         | Рік  | Автор                                 | Фото |
| ---- | --------------- | --- | ---------------------------------------------- | ---- | ------------------------------------- | ---- |
| 1.   | 366             | Братська могила радянських воїнів (118 чоловік) та пам'ятний знак на честь воїнів-земляків, загиблих в роки ІІ Світової війни. | Село Бармашове, біля будинку культури          | 1955 |                                       |      |
| 2.   | 367             | * Пам'ятник Бармашовій Т. М. | Село Бармашове, в центрі села                  | 1967 | ск. О. Здіховський                    |      |
| 3.   | 978             | Пам'ятний знак на честь Березнігувато-Снігурівської операції. | Село Бармашове, на трасі Миколаїв — Снігурівка | 1973 |                                       |      |
| 4.   | 979             | Братська могила радянських воїнів (43 чоловіки). | Селище Водник, центр села                      | 1969 |                                       |      |
| 5.   | 368             | Братська могила радянських воїнів (44 чоловіки). | Селище Воскресенське, центр села, сквер        | 1969 |                                       |      |
| 6.   | 981             | Пам'ятний знак на честь воїнів-земляків, загиблих у роки ІІ Світової війни. | Селище Воскресенське, біля кладовища           | 1974 |                                       |      |
| 7.   | 980             | Пам'ятний знак на честь воїнів-земляків, загиблих в роки ІІ Світової війни. | Село Галицинове, біля школи                    | 1967 |                                       |      |
| 8.   | 371             | Братська могила радянських воїнів (кількість та прізвища не встановлено). | Селище Грейгове, центр села                    | 1951 |                                       |      |
| 9.   | 369             | Братська могила радянських воїнів (107 чоловік) та пам'ятний знак на честь воїнів-земляків, загиблих у роки ІІ Світової війни. | Селище Грейгове, центр села, сквер             | 1964 |                                       |      |
| 10.  | 982             | Братська могила військовополонених, закатованих у концентраційних таборах (близько 600 чоловік). | Селище Грейгове, кладовище                     |      |                                       |      |
| 11.  | 983             | Братська могила радянських воїнів (9 чоловік). | Станція Грейгове                               | 1964 |                                       |      |
| 12.  | 987             | Братська могила радянських воїнів (22 чоловіки). | Селище Зайчівське                              | 1969 |                                       |      |
| 13.  | 986             | Братська могила радянських воїнів (74 чоловіки). | Селище Засілля, центр села, парк               | 1967 |                                       |      |
| 14.  | 372             | Братська могила радянських воїнів (2 чоловіки). | Село Зоря, центр села, парк                    | 1968 |                                       |      |
| 15.  | 373             | Братська могила радянських воїнів та пам'ятний знак на честь воїнів-земляків, загиблих в роки ІІ Світової війни. | Село Калинівка, парк ім. С. Т. Шаповаленка     | 1965 |                                       |      |
| 16.  | 1006            | * Пам'ятник Герою Радянського Союзу старшині Шаповаленку С. Т. | Село Калинівка, парк ім. С. Т. Шаповаленка     | 1965 | ск. О. Здіховський                    |      |
| 17.  | 988             | Братська могила радянських воїнів (46 чоловік). | Селище Коларівка, біля сільської ради          | 1969 |                                       |      |
| 18.  | 374             | Братська могила радянських воїнів (22 чоловіки). | Село Костянтинівка, парк                       | 1954 |                                       |      |
| 19.  | _               | Братська могила радянських воїнів (кількість та прізвища не встановлено). | Село Костянтинівка                             | 1980 |                                       |      |
| 20.  | 375             | Братська могила радянських воїнів (74 чоловіки). | Село Котляреве, південна околиця села.         | 1962 |                                       |      |
| 21.  | 377             | Братська могила радянських воїнів (33 чоловіки) та пам'ятний знак на честь воїнів-земляків, загиблих в роки ІІ Світової війни. | Село Лимани, біля сільської ради               | 1957 |                                       |      |
| 22.  | 990             | Братська могила радянських воїнів (13 чоловік) та пам'ятний знак на честь воїнів-земляків, загиблих в роки ІІ Світової війни. | Село Лупарево, біля будинку культури           | 1969 | арх. О. Портних, І. Олейник           |      |
| 23.  | 996             | Братська могила радянських воїнів (44 чоловіки). | Село Миколаївське, центр села, парк            | 1975 |                                       |      |
| 24.  | 380             | Братська могила радянських воїнів(16 чоловік) | Село Мирне, кладовище                          | 1960 |                                       |      |
| 25.  | 994             | Братська могила радянських воїнів (124 чоловіки). | Село Михайло-Ларине, центр села                | 1969 |                                       |      |
| 26.  | 995             | Пам'ятний знак на честь воїнів-земляків, загиблих в роки ІІ Світової війни. | Село Михайло-Ларине, кладовище                 | 1965 |                                       |      |
| 27.  | 991             | Братська могила радянських воїнів (5 чоловік) та пам'ятний знак на честь воїнів-земляків, загиблих в роки ІІ Світової війни. | Село Мішково-Погарілове, біля контори радгоспу | 1976 | Ск. Г. Мірошниченко                   |      |
| 28.  | 992             | Могила радянського воїна рядового Іванова П. В. | Село Мішково-Погорілове                        | 1960 |                                       |      |
| 29.  | 993             | Братська могила радянських воїнів (18 чоловік). | Село Мішково-Погорілове, кладовище             | 1966 |                                       |      |
| 30.  | 381             | Братська могила радянських воїнів (166 чоловік). | Село Новогригорівка, кладовище                 | 1960 |                                       |      |
| 31.  | 997             | Братська могила радянських воїнів (44 чоловіки). | Село Новомиколаївка, біля школи                | 1955 |                                       |      |
| 32.  | 998             | Пам'ятний знак на честь воїнів-земляків, загиблих в роки ІІ Світової війни. | Село Новомиколаївка                            | 1969 |                                       |      |
| 33.  | 999             | Братська могила радянських воїнів (12 чоловік). | Село Новоруське, кладовище                     | 1956 |                                       |      |
| 34.  | 382             | Братська могила радянських воїнів (73 чоловіки). | Село Оленівка, кладовище                       | 1964 |                                       |      |
| 35.  | 1000            | Меморіальний комплекс — Братська могила мирних жителів (2 чоловіки); — Братська могила радянських воїнів (275 чоловік). | Село Пересадівка, біля будинку культури        | 1968 |                                       |      |
| 36.  | 1000 а          | Могила Героя Радянського Союзу молодшого лейтенанта Істоміна Ю. А. | Село Пересадівка, біля будинку культури        | 1944 |                                       |      |
| 37.  | 1001            | Пам'ятний знак на честь воїнів-земляків, загиблих в роки ІІ Світової війни. | Село Пересадівка                               | 1968 |                                       |      |
| 38.  | 384             | Братські могили радянських воїнів (4 чоловіки) та жертв фашизму (різних національностей) (52 чоловіки). | Село Петрівське, біля клубу                    | 1950 |                                       |      |
| 39.  | 385             | Братська могила радянських воїнів (81 чоловік). | Село Прибузьке, біля школи                     | 1962 |                                       |      |
| 40.  | 376             | Братська могила радянських воїнів (34 чоловіки). | Селище Полігон, біля контори                   | 1956 |                                       |      |
| 41.  | 1002            | Пам'ятний знак на честь воїнів-земляків, загиблих в роки ІІ Світової війни. | Селище Степова Долина, центр села              | 1975 |                                       |      |
| 42.  | 388             | Меморіальний комплекс Братська могила радянських воїнів; Пам'ятний знак на честь воїнів-земляків, загиблих в роки ІІ Світової війни.; — могила героя радянського союзу М. І. Білявського; Могила Героя радянського союзу С. О. Гуменюка; Пам'ятник герою радянського союзу М.І Білявському; Пам'ятник Герою радянського союзу С. О. Гуменюку | Село Українка, центр села                      | 1965 | ск. М. І. Озерний, арх. В. Г. Бутаков |      |
| 43.  | _               | Пам'ятний знак на честь воїнів-земляків, загиблих в роки ІІ Світової війни. | Село Червоне, центр села                       | 1979 |                                       |      |
| 44.  | 390             | Братська могила радянських воїнів (13 чоловік) | Село Шевченкове, кладовище                     | 1948 |                                       |      |
| 45.  | 389             | Братська могила радянських воїнів (150 чоловік). | Село Шевченкове, кладовище                     | 1948 |                                       |      |
| 46.  | 1003            | Братська могила радянських воїнів (65 чоловік). | Село Шевченко (Котляревська с/рада), кладовище | 1965 |                                       |      |
| 47.  | 1004            | Пам'ятний знак на честь воїнів-земляків, загиблих в роки ІІ Світової війни. | Село Шевченкове, при в'їзді до села            | 1971 |                                       |      |
|      |                 | |                                                |      |                                       |      |

## Пам'ятки монументального мистецтва
| №п/п | Охоронний номер | Найменування пам'ятки                                                                                               | Адреса                      | Рік  | Автор | Фото |
| ---- | --------------- | --- | --------------------------- | ---- | ----- | ---- |
| 1.   | 1011            | Пам'ятник російському біологу та селекціонеру, доктору біології, заслуженому діячеві науки і техніки Мічуріну І. В. | Село Горіхівка, центр села  | 1965 |       |      |
| 2.   | 393             | Пам'ятник російському письменнику, прозаїку, драматургу Горькому О. М.                                              | Село Шевченкове, Центр села | 1948 |       |      |
|      |                 | |                             |      |       |      |